# Prove della relatività generale
Con la sua introduzione nel 1915, la teoria della relatività generale non aveva una solida base empirica. Si sapeva che essa valutava correttamente l'"anomala" precessione del perielio dell’orbita di Mercurio e secondo motivi filosofici era ritenuta soddisfacente per il fatto che fosse stata in grado di unificare la legge di gravitazione universale di Newton con la relatività ristretta. Il fatto che la luce sembrasse curvarsi in prossimità dei campi gravitazionali, in linea con le previsioni della relatività generale, venne scoperto nel 1919 da Eddington, ma fu soltanto con un programma di test di precisione avviato nel 1959 che le varie previsioni della relatività generale vennero verificate per ogni ulteriore grado di accuratezza nel debole limite del campo gravitazionale, limitando fortemente possibili deviazioni dalla teoria.
A partire dal 1974, Hulse, Taylor e altri hanno studiato il comportamento delle pulsar binarie sperimentando campi gravitazionali molto più forti di quelli che si trovano nel nostro sistema solare. Sia nel limite del campo debole (come nel nostro sistema solare) che nei campi più forti presenti nei sistemi delle pulsar binarie le previsioni della relatività generale sono state molto ben testate a livello locale.
Alcuni hanno interpretato le osservazioni che sostenevano la presenza di materia oscura ed energia oscura come un fallimento della relatività generale per grandi distanze, minime accelerazioni o piccole curvature. I campi gravitazionali molto forti che devono essere presenti in prossimità dei buchi neri, specialmente quelli supermassivi che si ipotizza alimentino i nuclei galattici attivi e le più attive quasar, appartengono a un campo di intensa e laboriosa ricerca. Le osservazioni di questi quasar e nuclei galattici attivi sono difficili e l'interpretazione delle osservazioni dipendono fortemente dai modelli astrofisici diversi dalla relatività generale o da fondamentali teorie di gravitazione alternative, ma sono qualitativamente coerenti con il concetto di buco nero come modellato nella relatività generale.

## Prove classiche
Einstein propose tre prove della relatività generale, successivamente chiamate prove classiche della relatività generale, nel 1916:
1. La precessione del perielio dell'orbita di Mercurio
2. La deflessione della luce dal Sole
3. Lo spostamento verso il rosso gravitazionale della luce

### Precessione del perielio di Mercurio
Nella fisica newtoniana, in base agli assunti standard di astrodinamica un sistema a due corpi costituito da un solo oggetto in orbita intorno ad una massa sferica traccerebbe con questa un'ellisse in un fuoco. Il punto di massimo avvicinamento, chiamato periapside (e per il nostro sistema solare in particolare, perielio), è fisso. Ci sono però un certo numero di fattori nel nostro sistema solare che causano lo spostamento del perielio dei pianeti. Tale spostamento, detto precessione, è dovuto principalmente all'attrazione gravitazionale degli altri pianeti; è inoltre dovuto, in misura minore, allo schiacciamento polare.
Il tasso anomalo di precessione del perielio dell'orbita di Mercurio fu riconosciuto nel 1859 come un problema della meccanica celeste da Urbain Le Verrier. La sua ri-analisi sulle osservazioni calcolate in base al tempo utile del transito di Mercurio sul disco del Sole dal 1697 al 1848 ha mostrato che il tasso reale della precessione è in disaccordo con quello che viene calcolato tramite la teoria di Newton, di una quantità stimata inizialmente di 38" (arcosecondi) per secolo (successivamente ri-stimata a 43"). Un certo numero di soluzioni ad hoc (soprattutto quella della presenza del fantomatico pianeta Vulcano), e in definitiva infruttuose, sono state proposte, le quali tendevano a introdurre più problemi, invece che risolverli. Nella relatività generale, questa precessione residua, o mutamento dell'orientazione dell'ellisse orbitale dentro il suo piano orbitale, viene spiegata per mezzo della gravitazione mediata dalla curvatura dello spazio-tempo. Einstein dimostrò che la relatività generale prevede esattamente una quantità osservata di spostamento di perielio. Questo è stato un potente fattore che ha motivato l'adozione della relatività generale.
Anche se le misurazioni precedenti delle orbite planetarie sono state effettuate con telescopi convenzionali, la maggior parte di quelle più accurate vengono adesso realizzate con i radar. La precessione complessiva osservata di Mercurio è di 5600 arcosecondi per secolo per quanto riguarda la posizione dell'equinozio invernale del Sole. Questa precessione è dovuta alle seguenti cause (i numeri citati sono valori moderni):
| Quantità (arcosec/secolo) | Causa                                                  |
| ------------------------- | ------------------------------------------------------ |
| 5025,6                    | Apparente (dovuta alla precessione degli equinozi)     |
| 531,4                     | Attrazione gravitazionale di altri pianeti             |
| 0,0254                    | Schiacciamento polare del Sole (momento di quadrupolo) |
| 42,98 ± 0,04              | Relatività generale                                    |
| 5600,0                    | Totale                                                 |
| 5599,7                    | Osservata                                              |

Pertanto, le previsioni della relatività generale tengono in conto la precessione mancante (la restante differenza rientra nell'errore di osservazione). Anche tutti gli altri pianeti sperimentano spostamenti del perielio ma, dato che sono più lontani dal Sole e hanno velocità inferiori, i loro spostamenti sono minori e più difficili da osservare. Ad esempio, lo spostamento del perielio dell'orbita terrestre dovuto agli effetti della relatività generale è di circa 5 secondi d'arco per secolo. Lo spostamento del periapside è stato osservato anche tramite misurazioni effettuate con radiotelescopi di sistemi di pulsar binarie, le quali di nuovo confermano la relatività generale.

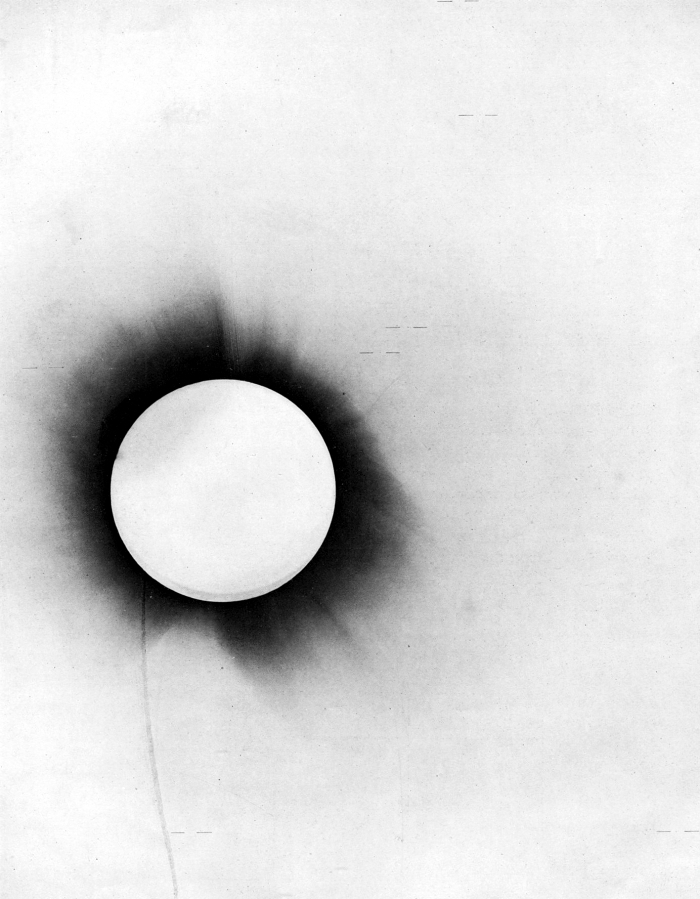
Una delle fotografie di Eddington dell'esperimento sull'eclissi solare del 1919, presentata nella sua relazione del 1920 dove annunciava il suo successo.

### Deflessione della luce dal Sole
Henry Cavendish nel 1784 (in un manoscritto inedito) e Johann Georg von Soldner nel 1801 (in una pubblicazione del 1804) avevano sottolineato il fatto che la gravità newtoniana prevedeva che la luce delle stelle si curvasse attorno ad un oggetto massiccio. Lo stesso valore di Soldner venne calcolato da Einstein nel 1911 in base soltanto al principio di equivalenza. Tuttavia, Einstein notava nel 1915 mentre veniva completata la relatività generale, che il suo (e quindi di Soldner) risultato del 1911 era solo la metà del valore esatto. Einstein fu il primo a calcolare il valore corretto per la curvatura della luce.
La prima osservazione di deflessione della luce venne effettuata per vedere il mutamento nella posizione delle stelle quando si trovavano a passare in prossimità del Sole sulla sfera celeste. Le osservazioni vennero eseguite nel 1919 da Arthur Eddington e suoi collaboratori durante un'eclissi solare totale, in modo da poter vedere le stelle vicine al Sole. Le osservazioni vennero effettuate simultaneamente nelle città di Sobral (Brasile) e a São Tomé e Príncipe sulla costa centro-occidentale dell'Africa. Il risultato fu considerato una notizia straordinaria e finì sulle prime pagine di tutti i giornali più importanti, dando risonanza ad Einstein e alla sua teoria della relatività in tutto il mondo. Quando il suo assistente gli chiese quale sarebbe stata la sua reazione se la relatività generale non fosse stata confermata da Eddington e Dyson nel 1919, Einstein rispose con la famosa battuta: "Mi sarebbe dunque dispiaciuto per il caro signore, ma la teoria è corretta comunque".
Inizialmente, però, la precisione era piuttosto scadente. I risultati furono criticati da alcuni per essere affetti da errori sistematici e possibilmente da bias di conferma, sebbene le moderne ri-analisi della quantità dei dati suggeriscono che l'analisi effettuata da Eddington fosse precisa. Le misurazioni furono ripetute da una squadra del Lick Observatory nell'eclissi del 1922, con risultati che concordano con quelli del 1919 e vennero ripetute più volte, in particolare nel 1973 da un gruppo dell'Università del Texas. Una indeterminazione notevole è rimasta in queste misurazioni per quasi cinquanta anni, fino a quando le osservazioni iniziarono ad essere effettuate per mezzo delle radiofrequenze. Solo alla fine degli anni '60 venne definitivamente dimostrato che la quantità di deflessione è l'esatto valore completo previsto dalla relatività generale, e non metà di quel numero. L'anello di Einstein è un esempio della deflessione della luce proveniente da galassie lontane da parte di oggetti più vicini.

### Spostamento verso il rosso gravitazionale della luce
Einstein ha previsto nel 1907 lo spostamento verso il rosso gravitazionale della luce deducendolo dal principio di equivalenza, ma molto difficile da misurare astrofisicamente (vedi la discussione alla sezione sottostante Principio di equivalenza). Sebbene fosse stato misurato da Walter Sydney Adams nel 1925, esso fu definitivamente verificato soltanto quando nel 1959 l'esperimento di Pound-Rebka misurò il relativo spostamento verso il rosso di due sorgenti situate in cima e alla base della torre Jefferson alla Harvard University utilizzando un fenomeno estremamente sensibile chiamato effetto Mössbauer. Il risultato era in ottimo accordo con la relatività generale. Questo è stato uno dei primi esperimenti di precisione di verifica della relatività generale.

## Verifiche moderne
L'era moderna in merito alla verifica della relatività generale è stata introdotta in gran parte sotto la spinta di Dicke e Schiff i quali hanno definito un quadro per la verifica della relatività generale. Essi hanno sottolineato l'importanza non solo delle prove classiche, ma degli esperimenti nulli, valutando gli effetti che in linea di principio potrebbero verificarsi in una teoria della gravitazione, ma non nella relatività generale. Altri sviluppi importanti teorici, comprendevano il principio di teorie alternative alla relatività generale, in particolare, le teorie scalare-tensore come quella di Brans-Dicke; il formalismo parametrizzato post-newtoniano in cui possono essere quantificate le deviazioni dalla relatività generale; e il sistema del principio di equivalenza.
Sperimentalmente, con i nuovi sviluppi nel campo dell'esplorazione spaziale, elettronica e fisica della materia condensata sono stati effettuati esperimenti precisi, come quello di Pound-Rebka, l'interferometria laser e la possibile telemetria lunare.

### Verifiche post-newtoniane della gravità
I primi test sulla relatività generale vennero ostacolati dalla mancanza di concorrenti valide per la teoria: non era chiaro quali tipi di test la distinguessero da queste. La relatività generale è stata l'unica teoria relativitistica conosciuta della gravità compatibile con la relatività ristretta e le osservazioni. Inoltre, è una teoria estremamente semplice ed elegante. La situazione è cambiata con l'introduzione nel 1960 della teoria di Brans-Dicke. Si può affermare che questa teoria sia più semplice, dato che non contiene nessuna costante pienamente dimensionale, ed è compatibile con una versione del principio di Mach e l'ipotesi dei grandi numeri di Dirac, due idee filosofiche che sono state influenzate dalla storia della relatività. Alla fine, ciò portò allo sviluppo del formalismo post-newtoniano parametrizzato di Nordtvedt e Will, il quale parametrizza, in termini di dieci parametri regolabili, tutte le possibili deviazioni dalla legge di Newton riguardante la gravitazione universale di primo ordine della velocità di oggetti in movimento, (i.e. il primo ordine in {\displaystyle v/c}, dove v è la velocità di un oggetto e c è la velocità della luce). Questa approssimazione permette alle possibili deviazioni dalla relatività generale, per gli oggetti che si muovono lentamente in deboli campi gravitazionali, di essere sistematicamente analizzate. Molti sforzi sono stati impiegati per limitare i parametri post-newtoniani e le deviazioni dalla relatività generale sono oggi fortemente limitate.
Gli esperimenti di verifica sulle lenti gravitazionali e il ritardo temporale della luce limitano lo stesso parametro post-newtoniano, il cosiddetto parametro γ di Eddington, che è una parametrizzazione lineare della quantità di deflessione della luce da una sorgente gravitazionale. Esso è uguale a uno per la relatività generale, e assume valori diversi in altre teorie (come la teoria di Brans-Dicke). È il meglio limitato dei dieci parametri post-newtoniani, ma ci sono altri esperimenti pianificati per limitare gli altri. Osservazioni precise sullo spostamento del perielio di Mercurio vincolano altri parametri, come fanno i test basati sul principio di equivalenza forte.

### Lente gravitazionale
Una delle prove più importanti è il fenomeno delle lenti gravitazionali osservato nelle lontane sorgenti astrofisiche, ma queste sono scarsamente controllate ed è incerto il modo in cui limitano la relatività generale. Le prove più precise sono analoghe a quelle dell'esperimento di Eddington del 1919: misurando la deflessione della radiazione di sorgenti lontane dal sole, tra cui quelle che possono essere più precisamente analizzate sono le lontane radiosorgenti. In particolare, alcune quasar sono radiosorgenti molto forti.  La risoluzione direzionale di ogni telescopio è in linea di principio limitata dalla diffrazione; per i radiotelescopi questo è anche un limite pratico. Un importante miglioramento per ottenere una precisione posizionale elevata (dal milli-arcosecondo al micro-arcosecondo) è stata ottenuta dalla combinazione di radiotelescopi sparsi per la Terra. La tecnica è chiamata interferometria a lunghissima base (VLBI, very-long-baseline interferometry). Con questa radio-tecnica le osservazioni accoppiano le informazioni provenienti dai segnali radio osservati in telescopi separati da grandi distanze. Recentemente, questi telescopi hanno misurato la deflessione delle onde radio dal Sole con altissima precisione, confermando la quantità di deflessione prevista dalla relatività generale al livello di 0,04%. A questo livello di precisione gli effetti sistematici devono essere attentamente presi in considerazione per determinare l'esatta posizione dei telescopi sulla Terra. Alcuni effetti importanti sono la nutazione della Terra, la rotazione, la rifrazione atmosferica, gli spostamenti tettonici e le ondate di marea. Un altro effetto importante è la rifrazione delle onde radio dalla corona solare. Fortunatamente, questo effetto ha uno spettro caratteristico, dal momento che la distorsione gravitazionale è indipendente dalla lunghezza d'onda. Pertanto, un'attenta analisi, utilizzando misurazioni a varie frequenze, può eliminare questa possibile fonte di errore.
L'intero cielo è leggermente distorto a causa della deflessione gravitazionale della luce causata dal Sole (eccetto la direzione opposta al Sole). Questo effetto è stato osservato dal satellite astrometrico Hipparcos dell'Agenzia Spaziale Europea che ha misurato la posizione di circa 105 stelle. Durante l'intera missione sono state determinate circa 3,5 × 106 posizioni relative, ciascuna con una precisione in genere di 3 milliarcosecondi (la precisione per una stella di magnitudine 8-9). Dal momento che la deflessione gravitazionale perpendicolare alla direzione Terra-Sole è già di 4,07 mas, si rendono necessarie correzioni praticamente per tutte le stelle. Senza effetti sistematici, l'errore in una singola osservazione di 3 milliarcosecondi, potrebbe essere ridotto tramite la radice quadrata del numero di posizioni, portando a una precisione di 0,0016 mas. Gli effetti sistematici, tuttavia, limitano la precisione della determinazione allo 0,3% (Froeschlé, 1997).

### Verifica del ritardo temporale del viaggio della luce
Shapiro propose un'altra prova, oltre ai test classici, che potrebbe essere effettuata dentro il sistema solare. A volte è chiamata la quarta verifica "classica" della relatività generale. Egli previde un ritardo di tempo relativistico (ritardo di Shapiro) nel tempo di viaggio di andata e ritorno per i segnali radar riflessi da altri pianeti. La semplice curvatura del percorso di un fotone che passa in prossimità del Sole è troppo piccola per avere un effetto di ritardo osservabile (quando il viaggio di andata e ritorno viene confrontato con il tempo occorso se il fotone avesse seguito un cammino rettilineo), ma la relatività generale prevede un ritardo di tempo che diventa via via sempre più grande quanto più il fotone passa vicino al Sole a causa della dilatazione temporale nel potenziale gravitazionale del sole. L'osservazione delle riflessioni radar da Mercurio e Venere appena prima e poco dopo che vengono eclissati dal Sole fornisce una concordanza con la teoria della relatività generale a un livello del 5%. Più recentemente, la sonda Cassini ha intrapreso un esperimento simile che concorda con la relatività generale a un livello di 0,002%. L'"interferometria a base molto lunga" ha misurato le correzioni dipendenti dalla velocità per il ritardo temporale di Shapiro nel campo in cui si muove Giove.

### Principio di equivalenza
Il principio di equivalenza, nella sua forma più semplice, asserisce che le traiettorie dei corpi che cadono in un campo gravitazionale devono essere indipendenti dalla loro massa e struttura interna, a condizione che siano sufficientemente piccoli da non disturbare l'ambiente o essere influenzati da forze mareali. Questa idea è stata verificata con precisione incredibile negli esperimenti con la bilancia a torsione di Eötvös, che cercano una accelerazione differenziale tra le due masse sottoposte a prova. I vincoli su questo, e sull'esistenza di una quinta forza dipendente dalla composizione o dall'interazione di Yukawa gravitazionale sono molto forti, e sono trattati nella quinta forza e nel principio di equivalenza debole
Una versione del principio di equivalenza, chiamata principio di equivalenza forte, afferma che i corpi che cadono in auto-gravitazione, come le stelle, i pianeti o i buchi neri (tenuti insieme dalla loro attrazione gravitazionale) dovrebbero seguire la stessa traiettoria in un campo gravitazionale, a patto che le stesse condizioni siano soddisfatte. Questo viene chiamato effetto Nordtvedt ed è più precisamente testato dal riflettore lunare. Dal 1969, si è continuamente misurata la distanza tra diverse stazioni di telemetria sulla Terra ai riflettori sulla Luna con una precisione di circa un centimetro. Questi hanno fornito un vincolo forte su diversi altri parametri post-newtoniani.
Un'altra parte del principio di equivalenza forte è l'esigenza che la costante gravitazionale universale di Newton sia costante nel tempo, e abbia lo stesso valore in tutto l'universo. Ci sono molte osservazioni indipendenti che limitano la possibile variazione della costante gravitazionale di Newton, ma una delle migliori proviene dalla telemetria lunare la quale suggerisce che la costante di gravitazione universale non varia oltre una parte su 1011 per anno. La costanza delle altre costanti viene trattata nella sezione riguardante il principio di equivalenza di Einstein nell'articolo sul principio di equivalenza.

#### Spostamento verso il rosso gravitazionale
La prima delle prove classiche discusse precedentemente, lo spostamento verso il rosso gravitazionale, è una semplice conseguenza del principio di equivalenza previsto da Einstein nel 1907. Come tale, non è una prova della relatività generale allo stesso modo dei test post-newtoniani, perché ogni teoria che concerne la gravità, obbedendo al principio di equivalenza, dovrebbe anche includere il redshift gravitazionale. Ciò nonostante, la conferma dell'esistenza dell'effetto è stata un'importante prova della gravità relativistica, poiché l'assenza di redshift gravitazionale avrebbe fortemente contraddetto la relatività. La prima osservazione del redshift gravitazionale fu la misurazione dello spostamento delle linee spettrali della nana bianca Sirio B fatta da Adams nel 1925. Sebbene questa misurazione, nonché le misurazioni successive dello spostamento spettrale su altre nane bianche, fossero in accordo con la previsione della relatività, si potrebbe sostenere che lo spostamento potrebbe forse derivare da altra causa, e quindi sarebbe stato preferibile la verifica sperimentale utilizzando una fonte nota terrestre.
La verifica sperimentale dello spostamento verso il rosso gravitazionale utilizzando sorgenti terrestri durò diversi decenni, vista la difficoltà di reperire orologi (per misurare la dilatazione del tempo) o sorgenti di radiazione elettromagnetica (per misurare lo spostamento verso il rosso) con una frequenza nota abbastanza per poter misurare esattamente l'effetto. La conferma sperimentale avvenne per la prima volta nel 1960 utilizzando le misurazioni della variazione di lunghezza d'onda dei fotoni dei raggi gamma generati con l'effetto Mössbauer, il quale genera radiazione con una larghezza di linea molto stretta. L'esperimento, effettuato da Pound e Rebka e in seguito migliorato da Pound e Snyder, è chiamato esperimento di Pound-Rebka. La precisione delle misurazioni dei raggi gamma era in genere dell'1%. Il blueshift di un fotone che cade può essere trovato ipotizzando che abbia una massa equivalente in base alla sua frequenza {\displaystyle E=hf} (dove h è la costante di Planck) insieme a {\displaystyle E=mc^{2}}, un risultato della relatività ristretta. Tali semplici derivazioni ignorano il fatto che nella relatività generale l'esperimento mette a confronto velocità (rates) di orologi, invece di energie. In altre parole, l'"energia più alta" del fotone dopo che cade può essere in modo equivalente attribuita all'andamento più lento degli orologi più in profondità nel pozzo di potenziale gravitazionale. Per convalidare pienamente la relatività generale, è importante dimostrare anche che la velocità (rate) di arrivo dei fotoni è superiore alla velocità con cui vengono emessi. Un esperimento molto preciso di redshift gravitazionale, che si occupa di questo problema è stato eseguito nel 1976, dove un orologio maser a idrogeno su un razzo venne lanciato a un'altezza di 10.000 km, e la sua velocità (rate) confrontata con un orologio identico sulla terra, verificando così il redshift gravitazionale a 0,007%.
Sebbene il Global Positioning System (GPS) non sia progettato come una prova di fisica fondamentale, esso deve tenere in conto il redshift gravitazionale nel suo sistema di sincronizzazione e i fisici devono analizzare i dati di tempo dal GPS per confermare altre prove. Quando il primo satellite venne lanciato, alcuni ingegneri erano restii a credere alla previsione riguardo a una dilatazione notevole del tempo gravitazionale, così il primo satellite venne lanciato senza regolarne l'orologio, cosa che venne poi fatta nei satelliti successivi. Esso mostrava lo spostamento previsto di 38 microsecondi al giorno. Questa percentuale di discrepanza è sufficiente ad alterare sensibilmente la funzione del GPS nel giro di poche ore se non viene aggiustata. Un resoconto eccellente del ruolo svolto dalla relatività generale nella progettazione di GPS può essere trovato in Ashby 2003.
Altri test di precisione riguardo alla relatività generale, non trattati qui,  sono il satellite Gravity Probe A, lanciato nel 1976, il quale dimostrò che la gravità e la velocità influenzano la capacità di sincronizzare i ritmi di orologi orbitanti una massa centrale; l'esperimento di Hafele-Keating che utilizzava orologi atomici che circumnavigavano a bordo di un aereo per verificare la relatività generale e la relatività ristretta; e il prossimo test satellitare del principio di equivalenza (Satellite Test of the Equivalence Principle).
Spostamento verso il rosso nel rotore di Mossbauer
Nasce dall'idea di Einstein che un osservatore rotante sia equivalente a un osservatore in un campo gravitazionale. Gli esperimenti sul rotore di Mössbauer consentono una conferma precisa dell'effetto Doppler relativistico. I raggi gamma vengono inviati da una sorgente al centro di un disco rotante ad un assorbitore sul bordo del disco (in alcune varianti questo schema è stato invertito), mentre un contatore viene posizionato al di là dell'assorbitore. Secondo la relatività speciale, la frequenza di assorbimento della risonanza caratteristica dell'assorbitore mobile misurata al bordo del disco dovrebbe diminuire a causa della dilatazione del tempo, quindi aumenta la trasmissione dei raggi gamma attraverso l'assorbitore, che viene successivamente misurata dal contatore stazionario al di là dell'assorbitore. Questo effetto è stato effettivamente osservato utilizzando l'effetto Mössbauer. Il principio di equivalenza permette di interpretare questa dilatazione temporale dovuta alla rotazione in termini di dilatazione temporale gravitazionale, come originariamente suggerito da Einstein. Tali esperimenti sono stati effettuati pioneeristicamente da Hay et al. (1960), Champeney et al. (1965)  e Kündig (1963). I moderni esperimenti sul rotore di Mossbauer hanno permesso di trovare un effetto aggiuntivo dovuto alla sincronizzazione dell'orologio dell'osservatore fisso con quello dell'osservatore rotante e la loro corretta interpretazione fisica è stata riconosciuta come una nuova prova della Relatività Generale nel 2018 dalla Gravity Research Foundation.

### Verifiche per l'effetto di trascinamento (frame-dragging)
Il satellite Gravity Probe B, lanciato nel 2004 e operante fino al 2005, ha tentato di rilevare l'effetto di trascinamento (l'effetto di Lense-Thirring). L'analisi dei dati continua a partire dall'ottobre 2008; i risultati finali sono stati ritardati, soprattutto a causa dei livelli di rumore elevati e per la difficoltà nella modellazione accurata del rumore in modo da consentire di trovare un segnale utile. Le verifiche dell'effetto di Lense-Thirring (che consiste in piccole precessioni secolari dell'orbita di una particella in movimento sottoposta in prova attorno a una massa centrale rotante come, ad esempio, un pianeta o una stella) sono stati effettuati con i satelliti LAGEOS.

## Verifiche del campo forte
Le pulsar sono stelle di neutroni che ruotando rapidamente emettono pulsazioni radio regolari. In quanto tali si comportano come orologi che consentono un monitoraggio molto preciso dei loro moti orbitali. Le osservazioni effettuate sulle pulsar in orbita attorno ad altre stelle hanno tutte dimostrato consistenti precessioni del periapside e non possono essere valutate classicamente, ma secondo la relatività generale. Per esempio, la pulsar binaria PSR B1913+16 di Hulse-Taylor (una coppia di stelle di neutroni in cui una si è rivelata essere una pulsar) ha una precessione osservata di oltre 4° di arco per anno.  Questa precessione è stata utilizzata per calcolare le masse delle componenti.
Analogamente al modo in cui gli atomi e le molecole emettono radiazioni elettromagnetiche, una massa gravitazionale che si trova in un tipo di quadripolo o vibrazione di ordine più elevato, o è asimmetrica e in rotazione, può emettere onde gravitazionali. Queste onde gravitazionali si prevede viaggino alla velocità della luce. Per esempio, i pianeti che orbitano il Sole perdono costantemente energia tramite la radiazione gravitazionale, ma questo effetto è così piccolo che è improbabile che si osserverà nel prossimo futuro (la Terra irradia circa 200 watt - vedi onde gravitazionali - della radiazione gravitazionale). Le onde gravitazionali sono state indirettamente rilevate dalla binaria Hulse-Taylor. La sincronizzazione (timing) precisa degli impulsi mostra che le stelle orbitano solo approssimativamente secondo le leggi di Keplero, – nel corso del tempo gradualmente gireranno a spirale l'una verso l'altra, rivelando in tal modo l'energia perduta in stretto accordo con l'energia irradiata prevista per le onde gravitazionali. Così, anche se le onde non vengono misurate direttamente, il loro effetto sembra necessario per spiegare le orbite. Per questo lavoro Hulse e Taylor vinsero il Premio Nobel.
Una "doppia pulsar" scoperta nel 2003, PSR J0737-3039, ha una precessione del perielio di 16,90° per anno; diversamente dalla binaria di Hulse-Taylor, entrambe le stelle di neutroni sono rilevate come pulsar, permettendo una sincronizzazione (timing) di precisione di entrambi i membri del sistema. A causa di questo, l'orbita stretta, il fatto che il sistema è quasi al limite, e la velocità trasversale molto bassa del sistema così come visto dalla Terra, J0737-3039 fornisce di gran lunga il miglior sistema conosciuto finora per le verifiche del campo forte della relatività generale. Molti effetti relativistici diversi vengono osservati, compreso il decadimento orbitale, come nel sistema di Hulse-Taylor. Dopo aver osservato il sistema per due anni e mezzo, furono possibili quattro verifiche indipendenti della relatività generale, confermando la più precisa (il ritardo di Shapiro) che convalida la previsione della relatività generale dello 0,05%.

## Onde gravitazionali
Sono stati fabbricati un certo numero di rivelatori di onde gravitazionali, con l'intento di rivelare direttamente le onde gravitazionali emanate da tali eventi astronomici come la fusione di due stelle di neutroni. Attualmente, il più sensibile di questi è LIGO (Laser Interferometer Gravitational-Wave Observatory, ovvero Osservatorio interferometrico laser per onde gravitazionali), il quale è stato operativo fin dal 2002. La prima osservazione di onde gravitazionali è avvenuta nel settembre 2015. L'importanza delle onde gravitazionali quale potenziale test della relatività generale venne enfatizzata prima della loro effettiva rivelazione.

## Verifiche cosmologiche
Le verifiche della relatività generale su scala più grande, non sono affatto così precise come quelle effettuate sul sistema solare. La prima di queste prove è stata la previsione e la scoperta dell'espansione dell'universo. Nel 1922 Fridman scoprì che le equazioni di Einstein hanno soluzioni "non stazionarie" (anche in presenza della costante cosmologica). Nel 1927 Lemaître dimostrò che le soluzioni statiche delle equazioni di Einstein, che sono possibili in presenza della costante cosmologica, sono instabili, e perciò l'universo statico immaginato da Einstein non potrebbe esistere (esso deve o espandersi o contrarsi). Lemaître fece un'esplicita previsione riguardo al fatto che l'universo si espanderebbe. Egli ha ricavato anche una relazione tra redshift e distanza, che ora è nota come legge di Hubble. Successivamente, nel 1931, Einstein stesso si trovò d'accordo con i risultati di Friedmann e Lemaître.  L'espansione dell'universo scoperta da Hubble nel 1929 venne allora considerata da molti (e continua adesso ad essere considerata da alcuni) come una conferma diretta della relatività generale. Negli anni '30, in gran parte dovuto al lavoro di Milne, ci si rese conto che il rapporto lineare tra redshift e distanza deriva dall'ipotesi generale di uniformità e isotropia, e non specificamente dalla relatività generale. Tuttavia la previsione di un universo non statico non è stata banale, ma anzi drammatica, e soprattutto motivata dalla relatività generale.
Alcuni altri test cosmologici comprendono la ricerca di onde gravitazionali primordiali generate durante l'inflazione cosmica, che possono essere rilevate nella polarizzazione delle microonde cosmiche di fondo o tramite un interferometro (proposto) spaziale di onde gravitazionali chiamato Osservatore del Big Bang (Big Bang Observer). Altri test ad alto redshift sono vincoli per altre teorie della gravità e per la variazione della costante gravitazionale fin dalla nucleosintesi del Big Bang (essa variava allora non più del 40%).
Alcuni fisici pensano che l'energia oscura sia forse dovuta all'effetto di vivere in un mondo-brana o ad altre correzioni per le equazioni di campo di Einstein.

### Trattati
- (EN)  S. M. Carroll, Spacetime and geometry: an introduction to general relativity, Addison-Wesley, 2003  Copia archiviata, su pancake.uchicago.edu. URL consultato il 28 aprile 2005 (archiviato dall'url originale il 2 agosto 2002). An introductory general relativity textbook.
- (EN)  A. S. Eddington, Space, Time and Gravitation, Cambridge University Press, 1987 (originally published 1920).
- (EN)  A. Gefter, "Putting Einstein to the Test", Sky and Telescope July 2005, p. 38. A popular discussion of tests of general relativity.
- (EN)  H. Ohanian and R. Ruffini, Gravitation and Spacetime, 2nd Edition Norton, New York, 1994, ISBN 0-393-96501-5. A general relativity textbook.
- (EN) Wolfgang Ernst Pauli, Part IV. General Theory of Relativity, in Theory of Relativity, Courier Dover Publications, 1958, ISBN 978-0-486-64152-2.
- (EN)  C. M. Will, Theory and experiment in gravitational physics, Cambridge University Press, Cambridge (1993). A standard technical reference.
- (EN)  C. M. Will, Was Einstein Right?: Putting General Relativity to the Test, Basic Books (1993). This is a popular account of tests of general relativity.

### Documenti di recensioni dal vivo
- (EN)  N. Ashby, "Relativity in the Global Positioning System", Living Reviews in Relativity (2003).
- (EN)  C. M. Will, The Confrontation between General Relativity and Experiment, Living Reviews in Relativity (2006). An online, technical review, covering much of the material in Theory and experiment in gravitational physics. It is less comprehensive but more up to date.